# Eina
Eina is een plaats in de Noorse gemeente Vestre Toten, provincie Innlandet. Eina telt 667 inwoners (2007) en heeft een oppervlakte van 0,77 km².